# 피에르 드 라뮈

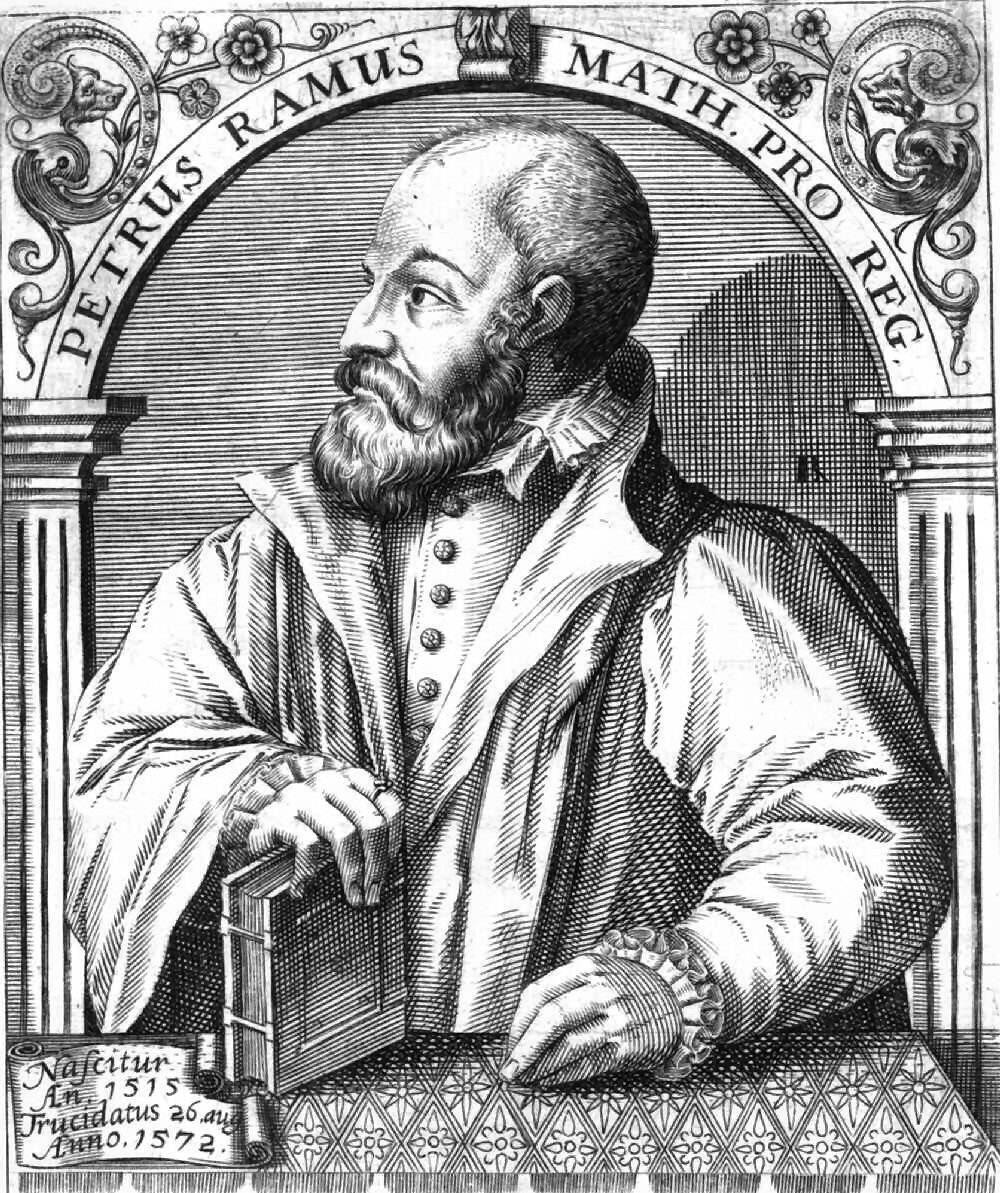
피에르 드 라뮈

피에르 드 라뮈(프랑스어: Pierre de la Ramee, 1515년 ~ 1572년)는 프랑스 왕국의 인문학자, 논리학자, 교육 개혁가이다. 지금의 우아즈주내 소도시 출신으로 성 바르톨로메오 축일의 학살 당시 희생되었다. 인크리스 매더는 그에 대해 '위대한 학자이면 축복받은 순교자'라고 칭송했다. 비국교도 위그노였던 그는 라뮈즘의 효시가 되었다.
라뮈는 21살의 나이에 아리스토텔레스에 대한 강한 의구심을 갖고, 그가 가진 방법이 허구라고 주장하였다.
파리 대학교에서 평생을 교사로 섬겼다. 1543년 Dialecticae의 초판을 완성했다. 이 책에서 그는 논리의 기술을 개혁하려 하였다. 그는 르네상스 지성운동의 중요한 인물이었으며 뉴잉글랜드는 존 칼빈 다음으로 그에게 많은 은혜를 입었다.
중세만해도 아리스토텔레스의 토픽과 플라톤의 대화가 주된 교과서였다. 그 이후로 변증법과 논리학을 추론으로 연결시키려 했지만, 그것이 명확하지 않자, 라뮈의 선구자인 로돌푸스 아그리콜라가 변증법을 모든 논리에까지 확장시켰다. 그것은 발명과 판단의 두가지로 나눈 것이다.
라뮈의 논리학은 어거스틴과 칼뱅의 영향을 받은 청교도에게 그들과 버금 가는 영향력을 끼쳤다.

## 신학
그는 아리스토텔레스의 철학으로부터 기독교를 구원해야 한다고 생각했다. 형이상학적 전염병에서 나와서 모세와 그리스도의 가르침을 단순하고 문자적인 해석을 원했다. 이러한 순수한 신학은 청교도의 신앙이 성경을 가장 우선으로 보는 것으로 발전시켰다. 그는 모든 사람이 고유의 판단력을 갖고 태어났으며 형식 논리는 자연적으로 일어나는 것을 관찰하고, 실제적인 지식으로 세워져야 한다고 믿었다.

## 변증학
그는 논리와 철학의 이해로 주어지는 모든 실례는 버질, 호레이스, 오비드 그리고 다른 위대한 고대 로마출신의 작가들을 인용함으로써 지혜가 온다고 보았다.
논증과 논리는 로렌조 발라와 루돌프 아그리콜라에 의해 만들어진 스콜라적 논리 비판에 근거하였다.

## 저서
- The Structure of Dialectic

## 참고서적
- 김경식, 페트루스 라무스의 생애와 사상으로 본 서유럽 종교개혁 지형도
- 페리 밀러, 17세기 뉴잉글랜드의 지성

## 같이 보기
- 라뮈즘